# Neslihan Atagül
Neslihan Atagül Doğulu (ur. 20 sierpnia 1992 w Stambule) – turecka aktorka i modelka.

## Życiorys

### Dzieciństwo i edukacja
Neslihan Atagül urodziła się 20 sierpnia 1992 roku w Stambule. Jest córką kierowcy, pochodzenia czerkieskiego i gospodyni domowej, pochodzącej z Białorusi. Po ukończeniu szkoły średniej studiowała na wydziale teatralnym uniwersytetu Yeditepe w Stambule.

### Kariera
Atagül występowała na scenie już w wieku 8 lat. W 2005 trafiła do agencji Erberk i występowała w reklamach.
W 2006 zadebiutowała na dużym ekranie rolą w filmie İlk Aşk, za który została uhonorowana nagrodą dla obiecującej młodej aktorki. W latach 2006–2010 występowała w serialu Yaprak Dökümü, a następnie w innych popularnych serialach (Canım Babam, Kalbim Seni Seçti, Hayat Devam Ediyor). W 2012 za rolę w filmie Otchłań została uhonorowana nagrodą na Międzynarodowym Festiwalu Filmowym w Tokio.
W 2013 otrzymała główną rolę w serialu romantycznym Fatih Harbiye, u boku Kadira Doğulu. Film był wyświetlany w Fox channel, a następnie Show TV. W latach 2015–2017 Neslihan Atagül grała główną rolę w serialu Wieczna miłość, który był pierwszym serialem tureckim, wyróżnionym nagrodą Emmy. Serial zyskał niezwykłą popularność i był wyświetlany w 110 krajach.
Od 2019 aktorka występowała w serialu Córka ambasadora, w roli Nare. Serial doczekał się 52 odcinków i był wyświetlany na kanale Star TV. Rola Nare została doceniona na Międzynarodowym Festiwalu Filmowym w Izmirze. Z powodu choroby w 2021 przerwała pracę na planie serialu.

### Życie prywatne
W lipcu 2016 Neslihan wyszła za mąż za aktora Kadira Doğulu. Ma 168 cm wzrostu.

## Filmografia
- 2006: İlk Aşk jako siostra Genç Bahar
- 2008–2010: Yaprak Dökümü jako Deniz Başsoy
- 2011: Araf jako Zehra
- 2011: Canım Babam jako Pinar
- 2011: Kalbim Seni Seçti jako Melis
- 2011–2012: Hayat Devam Ediyor jako Şirin Bakırcı
- 2013–2014: Fatih Harbiye jako Neriman Sölmaz
- 2015: Senden Bana Kalan jako Elif
- 2015–2017: Kara Sevda jako Nihan Sezin
- 2018: Dip jako Bilge Koral
- 2019–2021: Sefirin Kızı jako Nare Çelebi Efeoğlu
- 2022–2023: Gecenin Ucunda jako Macide
- 2023: Och, Belinda jako Dilara